# GW190521
GW190521 (ban đầu là S190521g) là tín hiệu sóng hấp dẫn do sự hợp nhất của hai lỗ đen. Nó có thể gắn liền với một chớp sáng trùng khớp về thời gian và tọa độ; nếu sự gắn liền này là chính xác thì sự hợp nhất đã xảy ra gần một lỗ đen siêu khối lượng thứ ba. Sự kiện này được các thiết bị dò LIGO và Virgo quan sát vào ngày 21 tháng 5 năm 2019 lúc 03:02:29 UTC, và được công bố vào ngày 2 tháng 9 năm 2020. Sự kiện xảy ra cách Trái Đất 17 tỷ năm ánh sáng, trong khu vực 765 độ2 về phía Coma Berenices, Canes Venatici hoặc Phoenix.
Với khối lượng lần lượt gấp 85 và 66 lần khối lượng Mặt Trời (M☉), hai lỗ đen tham gia hợp nhất này là những khối vật chất tiền thân lớn nhất được quan sát cho đến nay. Hố đen tạo thành có khối lượng tương đương với 142 lần khối lượng Mặt Trời, làm cho nó trở thành lần đầu tiên phát hiện rõ ràng về một hố đen có khối lượng trung bình. Khối vật chất còn lại gấp 9 lần khối lượng mặt trời được bức xạ thành năng lượng dạng sóng hấp dẫn.

## Ý nghĩa vật lý
GW190521 là một khám phá quan trọng do khối lượng của lỗ đen lớn tạo thành cũng như của một hoặc cả hai lỗ đen nhỏ hơn tạo thành nó. Thuyết tiến hóa sao dự đoán rằng các ngôi sao không thể tạo ra các lỗ đen lớn hơn khoảng 65 lần khối lượng Mặt Trời, do đó sẽ có một khoảng trống về khối lượng lỗ đen trên giá trị đó, trong khoảng 50-150 M☉, hoặc 52-133 M☉. Các lỗ đen 85+21
−14 M☉ và 142+28
−16 M☉ được quan sát trong GW190521 chắc chắn nằm trong khoảng trống khối lượng này, cho thấy rằng nó có thể lấp đầy khoảng trống này bằng cách hợp nhất của các lỗ đen nhỏ hơn.
Chỉ có bằng chứng gián tiếp về các lỗ đen khối lượng trung bình - những lỗ đen có khối lượng từ 100 đến 100.000 lần khối lượng Mặt Trời đã được quan sát trước đó, và không rõ chúng đã hình thành như thế nào. Các nhà nghiên cứu đưa ra giả thuyết về "một sự hợp nhất có thứ bậc, trong đó mỗi lỗ đen là kết quả của các lần hợp nhất kế tiếp của các lỗ đen nhỏ hơn."
Theo thành viên nhóm khám phá là Vassiliki Kalogera từ Đại học Northwestern thì "đây là đo đạc khối lượng chắc chắn/an toàn đầu tiên và duy nhất của một lỗ đen khối lượng trung bình tại thời điểm nó ra đời...Bây giờ chúng ta biết chắc chắn là ít nhất có một cách [các thiên thể như vậy có thể hình thành] thông qua sự hợp nhất của các lỗ đen khác."

## Đối tác điện từ có thể có
Vào tháng 6 năm 2020, các nhà thiên văn học đã báo cáo những quan sát về một chớp sáng có thể liên quan đến GW190521. Zwicky Transient Facility (ZTF) đã báo cáo một nguồn quang học thoáng qua trong vùng bộc phát GW190521, nhưng do độ không chắc chắn ở vị trí bầu trời là hàng trăm độ vuông nên mối liên hệ này vẫn là không chắc chắn. Nếu hai sự kiện thực sự có mối liên hệ với nhau, thì sự kiện này được cho là phát hiện đầu tiên về nguồn điện từ liên quan đến sự hợp nhất của hai lỗ đen. Sự hợp nhất của các lỗ đen thường không phát ra bất kỳ ánh sáng nào. Các nhà nghiên cứu cho rằng điều này có thể giải thích được, nếu sự hợp nhất của hai lỗ đen nhỏ hơn đưa lỗ đen khối lượng trung bình mới hình thành lên một quỹ đạo va chạm với đĩa bồi tụ của một lỗ đen siêu khối lượng không liên quan nhưng ở gần đó, phá vỡ vật liệu của đĩa và tạo ra ánh sáng bùng phát. Theo các nhà thiên văn học, lỗ đen mới hình thành có thể di chuyển với tốc độ 200 km/s (120 mi/s) qua đĩa bồi tụ. Nếu lời giải thích này là đúng, hiện tượng bùng phát sáng sẽ lặp lại sau khoảng 1,6 năm khi lỗ đen khối lượng trung gian này gặp lại đĩa bồi tụ.
Theo Matthew Graham, nhà thiên văn học chính của cuộc nghiên cứu, "Hố đen siêu khối lượng này đã bập bùng trong nhiều năm trước khi lóe sáng đột ngột. Vụ lóe sáng xảy ra vào đúng khoảng thời gian và ở đúng vị trí trùng với sự kiện sóng hấp dẫn. Trong nghiên cứu của chúng tôi, chúng tôi kết luận rằng vụ lóe sáng có khả năng là kết quả của sự hợp nhất lỗ đen, nhưng chúng tôi không thể loại trừ hoàn toàn các khả năng khác."